# Katrina and the Waves
Katrina and the Waves var en britisk rockgruppe, der er kendt for hittet "Walking on Sunshine" (1985). De vandt også Eurovision Song Contest 1997 med sangen "Love Shine a Light" for Storbritannien.

## Medlemmer
- Katrina Leskanich – vokal, rytmeguitar
- Kimberley Rew – leadguitar
- Vince de la Cruz – basguitar
- Alex Cooper – trommer

## Diskografi

### Studiealbum
| Shock Horror! (as The Waves)                                                 | - Udgivet: 1982 - Pladeselskab: Aftermath    | —  | —   | —  | —  | —  | —  | —  | —  | —  | —  | —   |                 |
| Walking on Sunshine                                                          | - Udgivet: 1983 - Pladeselskab: Attic        | —  | —   | —  | —  | —  | —  | —  | —  | —  | —  | —   |                 |
| Katrina and the Waves 2                                                      | - Udgivet: 1984 - Pladeselskab: Attic        | —  | —   | —  | —  | —  | —  | —  | —  | —  | —  | —   |                 |
| Katrina and the Waves                                                        | - Udgivet: 1985 - Pladeselskab: Capitol      | 28 | 39  | —  | 18 | —  | 46 | —  | 38 | —  | 6  | 25  | - CAN: Platinum |
| Waves                                                                        | - Udgivet: 1986 - Pladeselskab: Capitol      | 70 | 92  | —  | 35 | 17 | —  | —  | —  | 12 | 3  | 49  | - CAN: Gold     |
| Break of Hearts                                                              | - Udgivet: 1989 - Pladeselskab: SBK          | —  | 127 | —  | 63 | —  | —  | —  | —  | —  | 6  | 122 |                 |
| Pet the Tiger                                                                | - Udgivet: 1991 - Pladeselskab: Virgin       | —  | —   | —  | —  | —  | —  | —  | —  | —  | 48 | —   |                 |
| Edge of the Land                                                             | - Udgivet: 1993 - Pladeselskab: Polydor      | —  | —   | —  | —  | —  | —  | —  | —  | —  | —  | —   |                 |
| Turnaround                                                                   | - Udgivet: 1994 - Pladeselskab: Polydor      | —  | —   | —  | —  | —  | —  | —  | —  | —  | —  | —   |                 |
| Walk on Water                                                                | - Udgivet: 1997 - Pladeselskab: Warner Music | —  | —   | 47 | —  | —  | —  | 38 | —  | —  | —  | —   |                 |
| "—" denotes items that did not chart or were not released in that territory. |                                              |    |     |    |    |    |    |    |    |    |    |     |                 |

### Opsamlingsalbum
- The Best Of (1991, Attic)
- Roses (1995, Polydor) (kun udgivet i canada. Består af spor fra Edge of the Land og Turn Around)
- Anthology (1995, One Way Records / CEMA Special Markets)
- Katrina and the Waves / Waves (1996, BGO)
- Walking on Sunshine – The Greatest Hits of Katrina and the Waves (1997, EMI)
- The Original Recordings 1983 – 1984 (2003, Bongo Beat) (inkluderer Walking on Sunshine, Katrina and the Waves 2, og bonus tracks)

### Singler
| År                                                                           | Titel                                                    | Højeste hitlsiteplacering | Højeste hitlsiteplacering | Højeste hitlsiteplacering | Højeste hitlsiteplacering | Højeste hitlsiteplacering | Højeste hitlsiteplacering | Højeste hitlsiteplacering | Højeste hitlsiteplacering | Højeste hitlsiteplacering | Højeste hitlsiteplacering | Højeste hitlsiteplacering | Højeste hitlsiteplacering | Certificeringer          | Album                                                            |
| År                                                                           | Titel                                                    | UK                        | AUS                       | AUT                       | CAN                       | FIN                       | GER                       | IRE                       | NED                       | NZ                        | NOR                       | SWE                       | US                        | Certificeringer          | Album                                                            |
| ---------------------------------------------------------------------------- | -------------------------------------------------------- | ------------------------- | ------------------------- | ------------------------- | ------------------------- | ------------------------- | ------------------------- | ------------------------- | ------------------------- | ------------------------- | ------------------------- | ------------------------- | ------------------------- | ------------------------ | ---------------------------------------------------------------- |
| 1982                                                                         | "The Nightmare" (as The Waves)                           | —                         | —                         | —                         | —                         | —                         | —                         | —                         | —                         | —                         | —                         | —                         | —                         |                          | Non-album single                                                 |
| 1982                                                                         | "Brown Eyed Son" (as The Waves)                          | —                         | —                         | —                         | —                         | —                         | —                         | —                         | —                         | —                         | —                         | —                         | —                         |                          | Shock Horror!                                                    |
| 1983                                                                         | "Walking on Sunshine" (Attic version)                    | —                         | —                         | —                         | —                         | —                         | —                         | —                         | —                         | —                         | —                         | —                         | —                         |                          | Walking on Sunshine                                              |
| 1983                                                                         | "Que Te Quiero" (Attic version)                          | 84                        | —                         | —                         | —                         | —                         | —                         | —                         | —                         | —                         | —                         | —                         | —                         |                          | Walking on Sunshine                                              |
| 1984                                                                         | "Plastic Man"                                            | —                         | —                         | —                         | —                         | —                         | —                         | —                         | —                         | —                         | —                         | —                         | —                         |                          | Non-album single                                                 |
| 1984                                                                         | "Mexico" (Attic version)                                 | —                         | —                         | —                         | —                         | —                         | —                         | —                         | —                         | —                         | —                         | —                         | —                         |                          | Katrina and the Waves 2                                          |
| 1985                                                                         | "Walking on Sunshine" (Capitol version)                  | 8                         | 4                         | —                         | 3                         | 25                        | 28                        | 2                         | —                         | 20                        | —                         | 12                        | 9                         | - UK: Silver - CAN: Gold | Katrina and the Waves                                            |
| 1985                                                                         | "Red Wine and Whiskey" (Capitol version)                 | —                         | —                         | —                         | —                         | —                         | 41                        | —                         | —                         | —                         | —                         | —                         | —                         |                          | Katrina and the Waves                                            |
| 1985                                                                         | "Do You Want Crying?" (Capitol version)                  | 96                        | 38                        | —                         | 29                        | —                         | —                         | —                         | —                         | —                         | —                         | —                         | 37                        |                          | Katrina and the Waves                                            |
| 1985                                                                         | "Que Te Quiero" (Capitol version)                        | —                         | —                         | —                         | —                         | —                         | —                         | —                         | —                         | —                         | —                         | —                         | 71                        |                          | Katrina and the Waves                                            |
| 1985                                                                         | "Mexico" (Capitol version; Spain only promo)             | —                         | —                         | —                         | —                         | —                         | —                         | —                         | —                         | —                         | —                         | —                         | —                         |                          | Katrina and the Waves                                            |
| 1986                                                                         | "Is That It?"                                            | 82                        | 82                        | —                         | 25                        | —                         | —                         | —                         | —                         | —                         | —                         | —                         | 70                        |                          | Waves                                                            |
| 1986                                                                         | "Sun Street"                                             | 22                        | —                         | —                         | —                         | —                         | —                         | 19                        | 46                        | —                         | —                         | —                         | —                         |                          | Waves                                                            |
| 1986                                                                         | "Tears for Me"                                           | —                         | —                         | —                         | —                         | —                         | —                         | —                         | —                         | —                         | —                         | —                         | —                         |                          | Waves                                                            |
| 1986                                                                         | "Lovely Lindsey"                                         | —                         | —                         | —                         | —                         | —                         | —                         | —                         | —                         | —                         | —                         | —                         | —                         |                          | Waves                                                            |
| 1989                                                                         | "That's the Way"                                         | 84                        | 58                        | —                         | 16                        | —                         | —                         | —                         | —                         | 50                        | —                         | —                         | 16                        |                          | Break of Hearts                                                  |
| 1989                                                                         | "Rock 'n Roll Girl"                                      | 93                        | 146                       | —                         | —                         | —                         | —                         | —                         | —                         | —                         | —                         | —                         | —                         |                          | Break of Hearts                                                  |
| 1990                                                                         | "We Gotta Get Out of This Place" (featuring Eric Burdon) | —                         | 89                        | —                         | —                         | —                         | —                         | —                         | —                         | —                         | —                         | —                         | —                         |                          | China Beach: Music and Memories                                  |
| 1991                                                                         | "Brown Eyed Son" (re-release)                            | —                         | —                         | —                         | —                         | —                         | —                         | —                         | —                         | —                         | —                         | —                         | —                         |                          | Non-album single                                                 |
| 1991                                                                         | "Pet the Tiger"                                          | —                         | —                         | —                         | —                         | —                         | —                         | —                         | —                         | —                         | —                         | —                         | —                         |                          | Pet the Tiger                                                    |
| 1991                                                                         | "Tears of a Woman"                                       | —                         | —                         | —                         | —                         | —                         | —                         | —                         | —                         | —                         | —                         | —                         | —                         |                          | Pet the Tiger                                                    |
| 1992                                                                         | "Birkenhead Garbage Pickers"                             | —                         | —                         | —                         | —                         | —                         | —                         | —                         | —                         | —                         | —                         | —                         | —                         |                          | Pet the Tiger                                                    |
| 1993                                                                         | "Honey Lamb"                                             | —                         | —                         | —                         | —                         | —                         | 59                        | —                         | —                         | —                         | —                         | —                         | —                         |                          | Edge of the Land                                                 |
| 1993                                                                         | "I'm in Deep"                                            | —                         | —                         | —                         | —                         | —                         | —                         | —                         | —                         | —                         | —                         | —                         | —                         |                          | Edge of the Land                                                 |
| 1993                                                                         | "Angel Eyes"                                             | —                         | —                         | —                         | —                         | —                         | —                         | —                         | —                         | —                         | —                         | —                         | —                         |                          | Edge of the Land                                                 |
| 1994                                                                         | "Cookin'"                                                | —                         | —                         | —                         | —                         | —                         | —                         | —                         | —                         | —                         | —                         | —                         | —                         |                          | Edge of the Land                                                 |
| 1995                                                                         | "The Street Where You Live"                              | —                         | —                         | —                         | —                         | —                         | —                         | —                         | —                         | —                         | —                         | —                         | —                         |                          | Turn Around                                                      |
| 1995                                                                         | "Walking Where the Roses Grow"                           | —                         | —                         | —                         | —                         | —                         | —                         | —                         | —                         | —                         | —                         | —                         | —                         |                          | Turn Around                                                      |
| 1995                                                                         | "Turn Around"                                            | —                         | —                         | —                         | —                         | —                         | —                         | —                         | —                         | —                         | —                         | —                         | —                         |                          | Turn Around                                                      |
| 1996                                                                         | "Walking on Sunshine" (re-release)                       | 53                        | —                         | —                         | —                         | —                         | —                         | —                         | —                         | —                         | —                         | —                         | —                         |                          | Walking on Sunshine - The Greatest Hits of Katrina and the Waves |
| 1997                                                                         | "Love Shine a Light"                                     | 3                         | —                         | 2                         | —                         | —                         | 62                        | 5                         | 6                         | —                         | 2                         | 5                         | —                         |                          | Walk on Water                                                    |
| 1997                                                                         | "Walk on Water"                                          | —                         | —                         | —                         | —                         | —                         | —                         | —                         | 94                        | —                         | —                         | —                         | —                         |                          | Walk on Water                                                    |
| 1997                                                                         | "Brown Eyed Son" (re-release)                            | —                         | —                         | —                         | —                         | —                         | —                         | —                         | —                         | —                         | —                         | —                         | —                         |                          | Non-album single                                                 |
| "—" denotes items that did not chart or were not released in that territory. |                                                          |                           |                           |                           |                           |                           |                           |                           |                           |                           |                           |                           |                           |                          |                                                                  |

Note
- The Capitol versionerne af "Que Te Quiero" og "Red Wine and Whiskey" blev udgivet som en dobbelt A-side i Storbritannien efter "Walking on Sunshine" og "Do You Want Crying?".[26][27][28]